# 臺北鐵路地下化專案

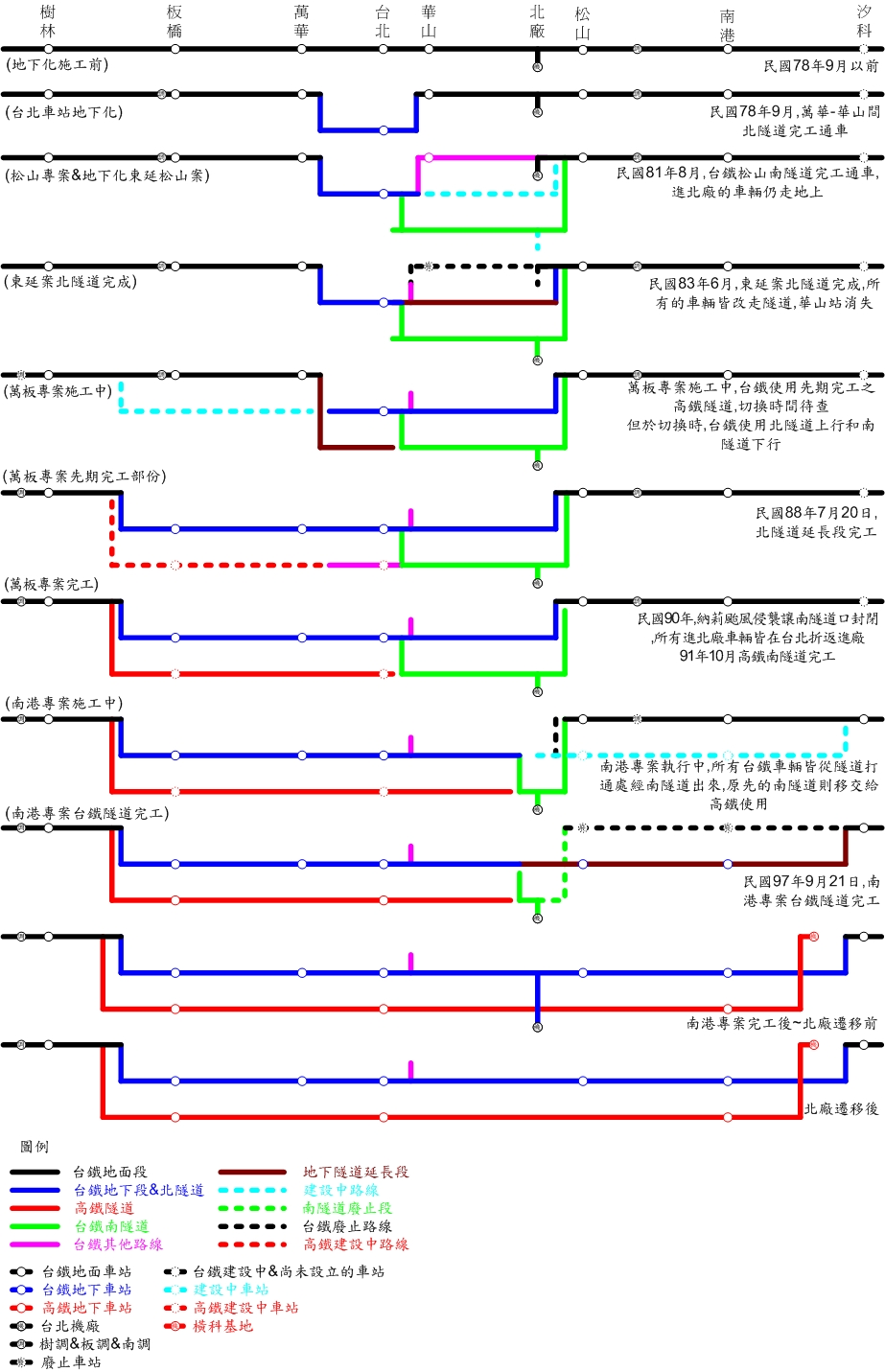
台北鐵路地下化演變過程

臺北鐵路地下化專案是指台鐵縱貫線臺北市區路段（橫跨臺北市與新北市）進行地下化的一系列工程，為臺鐵地下化計畫的一部分，也是台鐵西部幹線在戰後最早規劃及完成的路線改善計畫，共分四期實施，自1983年開始動工、至2011年工程大致完成並全面通車，自此臺北市無平交道及地面上的城際鐵路，轉向地面下行駛。該專案也包括同步施作與台鐵縱貫線共用路廊的台灣高速鐵路臺北路段。總工程經費為新臺幣1,741億元。

## 沿革
早期台鐵縱貫線在臺北市的路段均為平面設計，以平交道與市區道路交叉。隨著戰後臺灣經濟高速成長，使身為臺灣首善之區的臺北市的交通運量大幅度增加，但原有以平面鐵路軌道行經的縱貫線鐵路，與市區道路形成多處平交道，成為都市交通運輸的重大阻礙。雖然臺北市東區大部分的平交道陸續以公路陸橋跨越鐵路的方式改為立體交叉，但臺北市西區限於道路寬度而無法將平交道全部改建為立體交叉，尤其是位於西門町與臺北城內地區之間的中華路，因而導致臺北市西區的交通堵塞問題日趨嚴重。
早於日治時代中期，即有臺北市鐵路高架化之規畫，但因第二次世界大戰爆發、以及戰後長期處於軍事統治的政經情勢而無法執行。為根除此問題，1979年奉行政院臺六十八交字第七四七九號函核定將臺北市區之鐵路地下化，並由中華民國交通部於1983年7月1日成立「交通部臺北市區地下鐵路工程處」（後改制為交通部鐵路改建工程局，今交通部鐵道局）著手規劃該專案。當時臺鐵為臺灣省政府之省營事業，但該專案由中央政府跳過省之層級直接執行，由此可見中央政府對於改善臺北交通的重視。
工程主體為縱貫線南港－板橋間路段改建為可容納四線路軌、以及部分與臺北捷運共構之地下隧道，並同時供台鐵與高鐵使用。另外配合鐵路地下化，將原位於華山的臺北鐵路貨運站，先遷至南港、再遷至五堵貨場；原位於臺北車站站區內的客運列車調車場，則遷出與分拆為西部幹線專用（臺北→南港→七堵）以及東部幹線專用（臺北→板橋→樹林）。

## 專案內容
臺北鐵路地下化依運作起始時間排列，共分為4個專案。
1. 臺北車站鐵路地下化工程（無官方簡稱）
2. 鐵路地下化東延松山工程專案（簡稱松山專案）
3. 萬華板橋地區鐵路地下化工程專案（簡稱萬板專案）
4. 松山南港鐵路地下化工程專案（簡稱南港專案）

### 臺北車站鐵路地下化工程

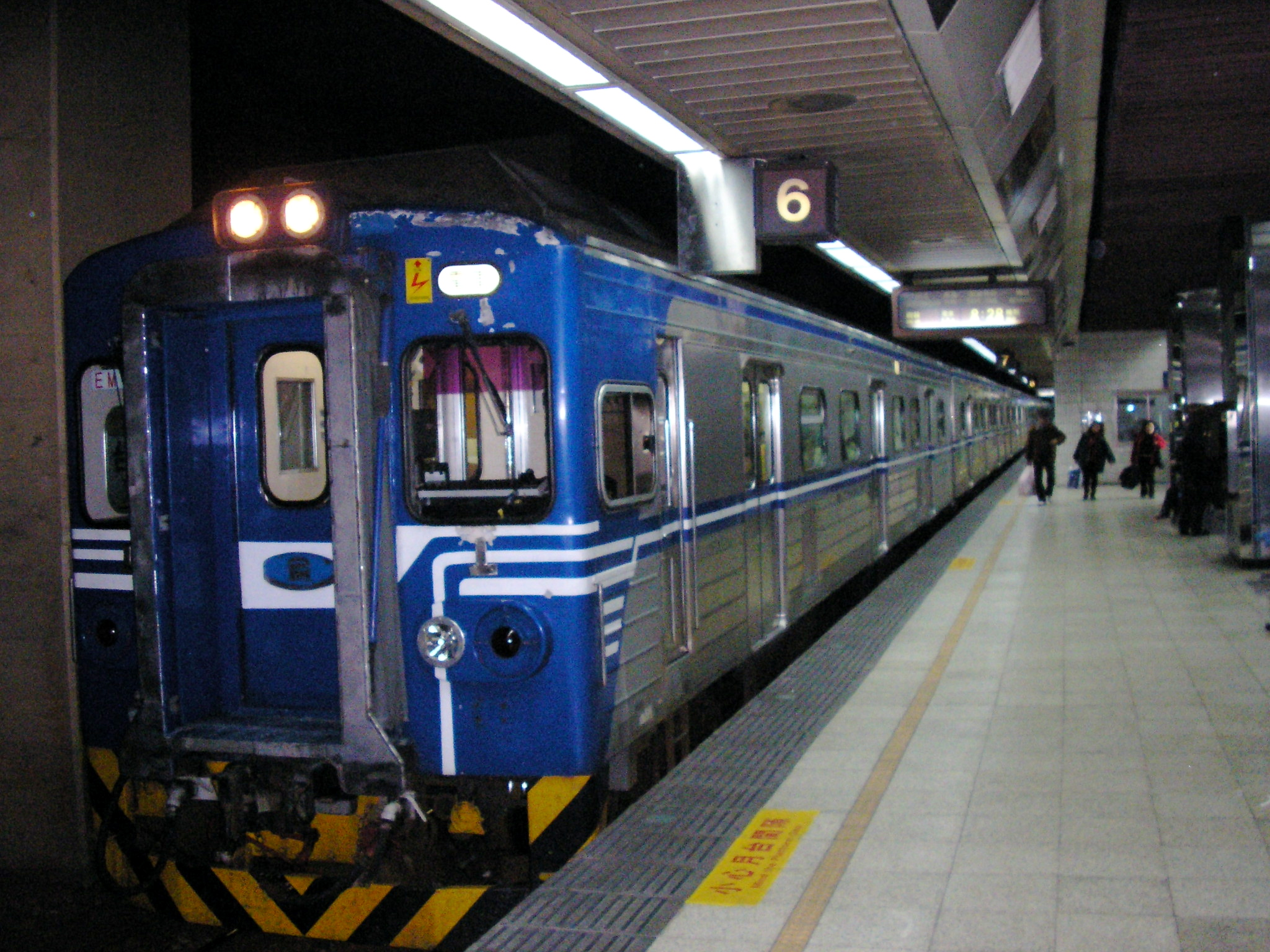
地下化後的臺北車站臺鐵月臺（台鐵四座月台時期）
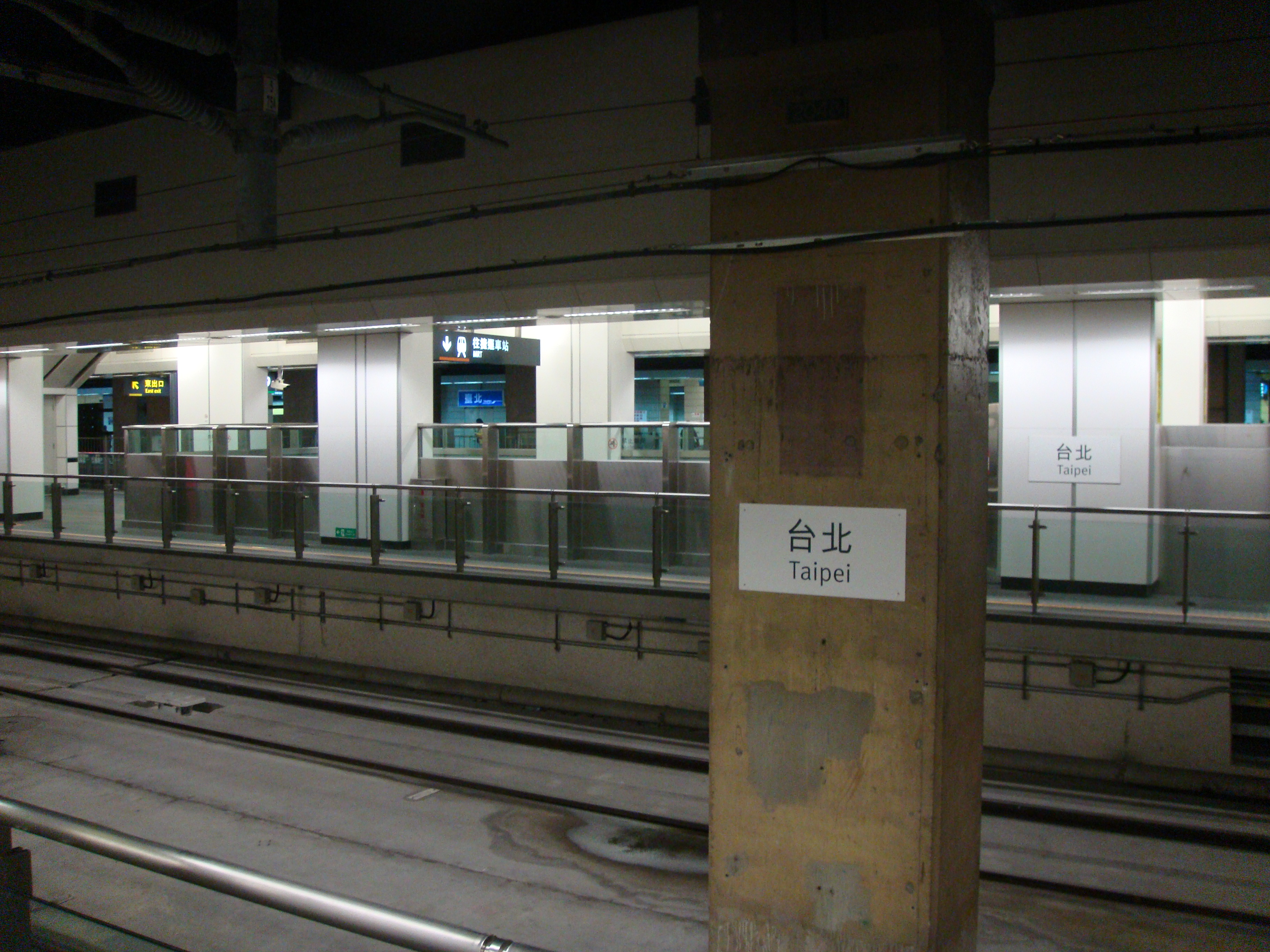
地下化後臺北車站高鐵鐵軌
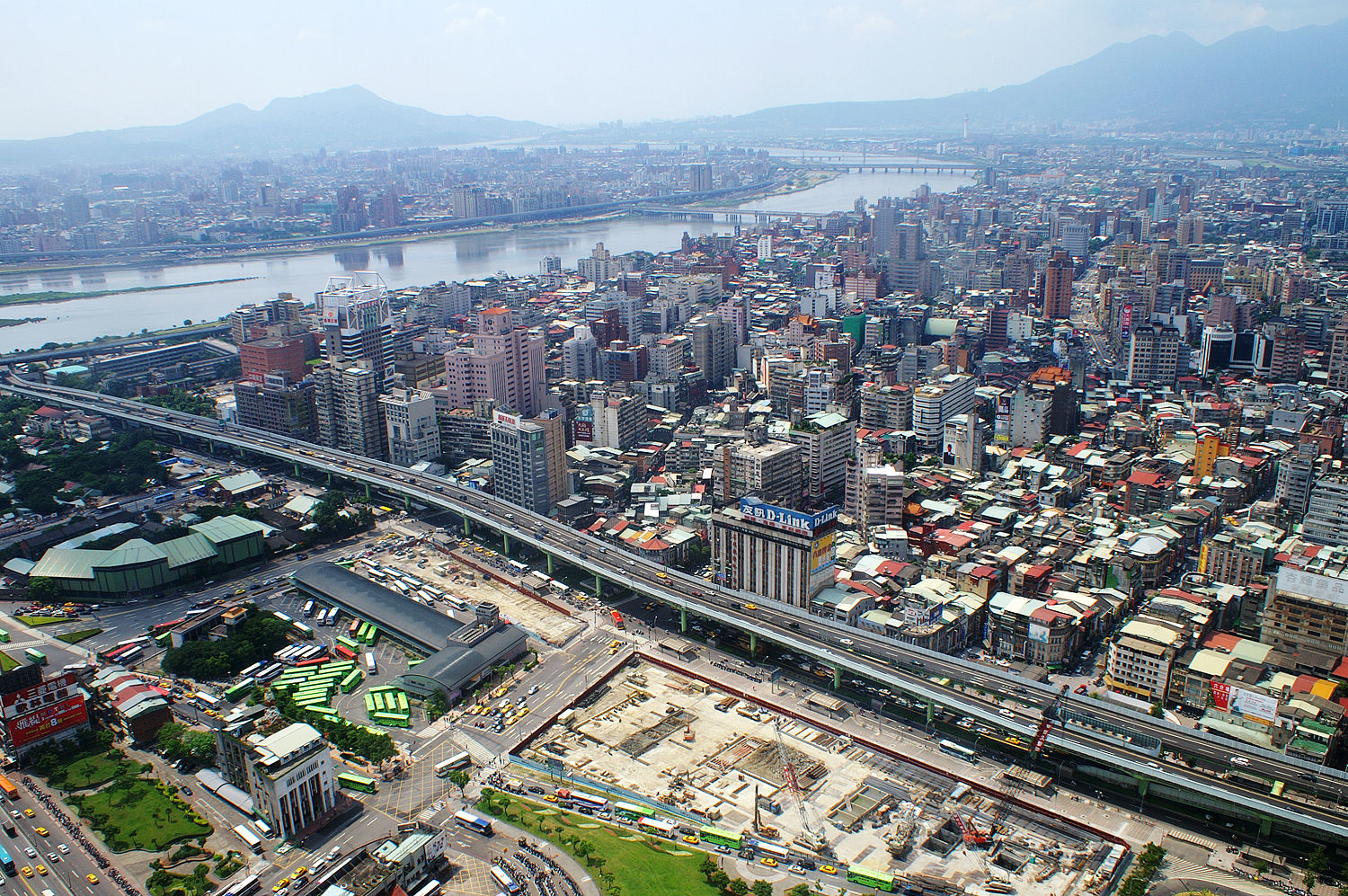
台北市的市民大道，即興建於鐵路地下化專案完成後騰出的地面之上

1979年7月26日奉行政院臺六十八交字第七四七九號函核准執行本專案。1980年10月由籌備處聘請德國鐵路顧問公司進行規劃，1981年秋完成初步規劃。隨著交通部臺北市區地下鐵路工程處成立，1983年7月12日舉行動工典禮，首先動土興建週邊工程之板橋客車場。

#### 工程範圍
- 華山─萬華（不含）間地下化，單座雙軌隧道（最初東出口的華山引道為四軌隧道，之後陸續拆除兩軌）[3]，並新建西門緊急停靠站為日後規劃的捷運藍線預留。
- 新建板橋客車場作為東部幹線調度用列車基地。
- 新建南港貨場，取代華山車場。
- 拆除原有的台北車站站體，並在旁新建首座地下化的第四代新站，為地上六層，地下四層的大樓建築，面積為17,000平方公尺，B2層建造4座島式月台，以及9條股道。另外B3、B4預留捷運淡水線的穿堂層及月台層（今淡水信義線），當時藍線（今板南線）規劃使用台鐵第一月台）。
- 整體工程於1989年9月2日完工啟用。[2]

#### 計畫效益
- 1989年9月2日主體工程竣工通車移交台鐵運用，一般反應良好。
- 騰空土地總共99,000平方公尺，奉行政院指示提供臺北市政府規劃車站特定區建設。
- 消除原有鐵路地面設施對市區所產生之阻隔，促進都市均衡發展。
- 貫通重慶北路、重慶南路、公園路；拓寬延長鄭州路至中山北路，並銜接忠孝西路；拓寬中華路使台北車站附近地區交通便捷流暢。

### 鐵路地下化東延松山工程專案
- 松山（不含）─華山間地下化，雙座雙軌隧道。將地下化隧道延伸至松山同時，另外興建平行松山－台北車站隧道，故有兩座隧道共四股道。
- 興建光復與復興兩緊急停靠站，出口設立於今市民大道中央，並且在兩座隧道內皆興建兩站之岸壁式月台各一座（原預定通勤化後可直接使用）。
- 將松山專案地面騰空土地改建為平面道路。與原本台北車站地下化工程興建承德路到中山南路段的鄭州路合併成新路，台北市政府定名為「市民大道」。同時在上興建台北市東西向快速道路（即市民大道高架道路）。
- 1988年7月20日奉行政院台七十七交字第二○六九四號函[4]核准動工興建，1989年10月20日舉行動工典禮[2]。
- 地下化鐵路部分，南隧道於1992年8月3日上午舉辦通車典禮、8月4日夜跨5日晨切換東正線通車、8月5日夜跨6日晨切換西正線通車[5][6][7]；北隧道於1994年6月18日舉行通車典禮同時完工啟用[5]；市民大道快速道路在1997年9月7日完工通車。

#### 工程範圍
自華山地區預留之隧道岔口起至松山車站止，全長為5.33公里。

#### 計畫效益
- 業於1994年6月13日完工通車，改善台北東區地面交通。
- 減少噪音公害，提昇沿線環境品質。
- 鐵路地下化後原台鐵土地供作多種目標使用。
- 促進臺北東區整體發展，帶動沿線土地增值，增加中央政府稅收。
- 提昇台灣營建技術水準。

### 萬華板橋地區鐵路地下化工程專案
- 台北－萬華間原台北車站地下化專案之雙軌隧道（萬板專案完工後改稱北隧道）延長至板橋，並在南側另外興建台北至萬華，預定給高鐵使用的雙軌隧道（稱南隧道）。先期完工之南隧道施工期暫時由台鐵使用，地下化完工後台鐵移回北隧道，南隧道移轉為高速鐵路使用，完成後原鐵道成為中華路一段。
- 萬華－板橋間地下化，雙座雙軌隧道（台鐵使用北隧道，高鐵使用南隧道），地下後原地面鐵道成為艋舺大道、華翠大橋、縣民大道。其他陸橋已經陸續完成拆除作業，整體規劃及分區設計於1992年9月14日奉行政院台八十一交字第三一五一二號函[4]核准動工興建，同日舉行動工典禮。新板橋車站於1995年9月23日動工[2]。
- 地下化鐵路部分，北隧道於1999年7月21日完工啟用[2]；南隧道於2002年10月31日完工啟用；華翠大橋及縣民大道在2001年8月16日第一階段通車，隨後2002年7月27日第二階段完工通車[2][8][9]。

#### 工程範圍
- 新建新店溪河底隧道，及改建華翠大橋。
- 於板橋客車場的位置新建板橋車站。
- 改建樹林車站。
- 新建樹林調車場，將板橋客車場遷移至該處。

#### 計畫效益
- 貫通康定路與萬大路，使得萬華地區交通更加便捷。
- 萬華車站均為地下化，並規劃為多目標使用大樓，並回饋公益樓層做為臺北市政府第二行政中心，同時帶動東西軸線翻轉。
- 順利配合台灣高速鐵路及捷運板橋線，有效紓緩萬華板橋地區交通擁擠及發揮大眾運輸之功能。
- 新板橋車站特定專用區隨著板橋新站、新北市政府大樓之陸續啟用，形成新北市交通、商業、文化及行政中心。
- 增強萬華至板橋地區整體發展。
- 增加中央政府稅收、提供就業機會及增進國民生產毛額。
- 促進沿線土地使用，提升都市景觀與環境品質，加強民眾對中央政府施政之滿意度。

### 松山南港鐵路地下化工程專案

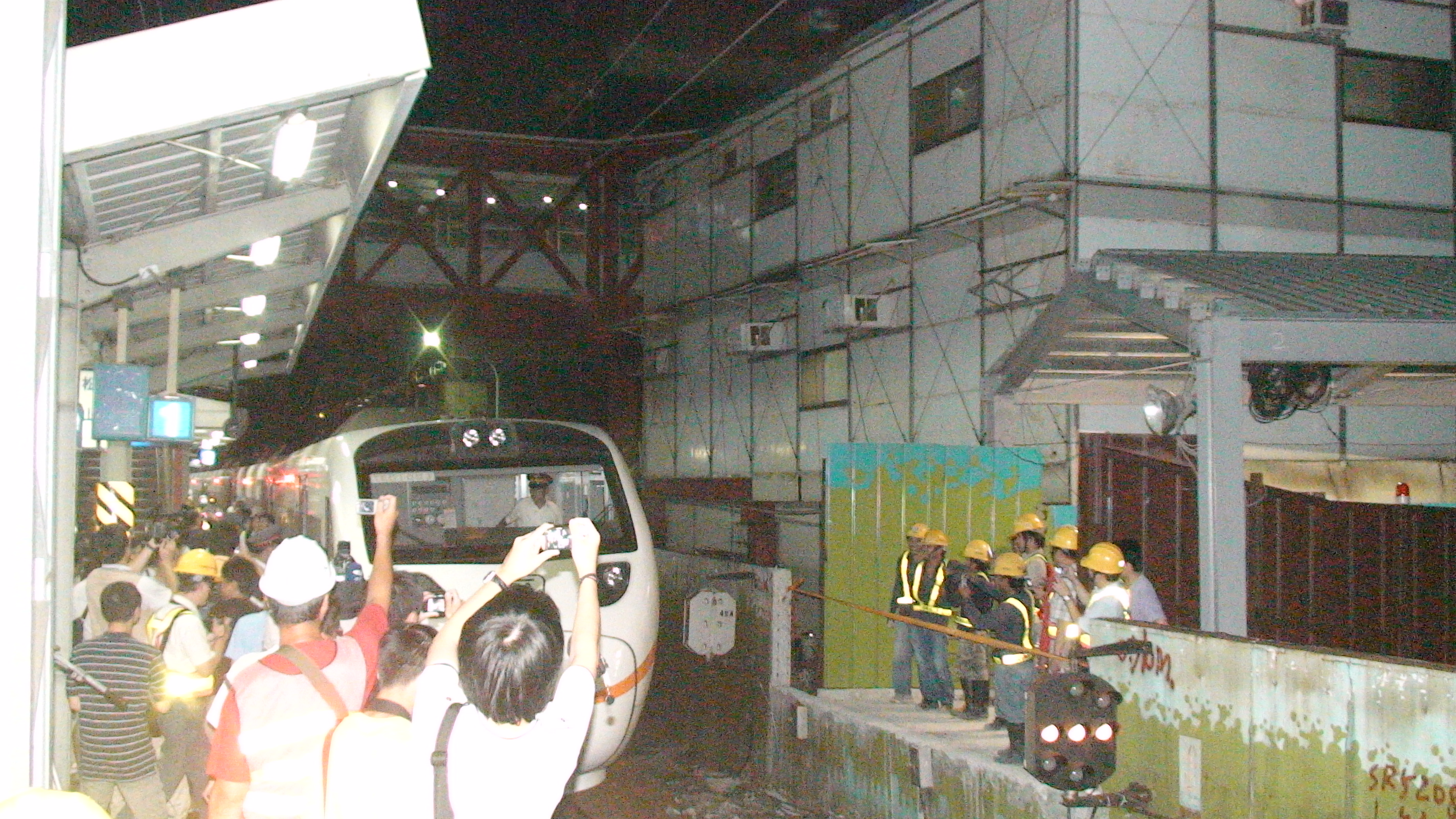
最後一班在臺北市地面鐵路行駛的臺鐵列車：2008年9月20日的臺鐵第1074次太魯閣號
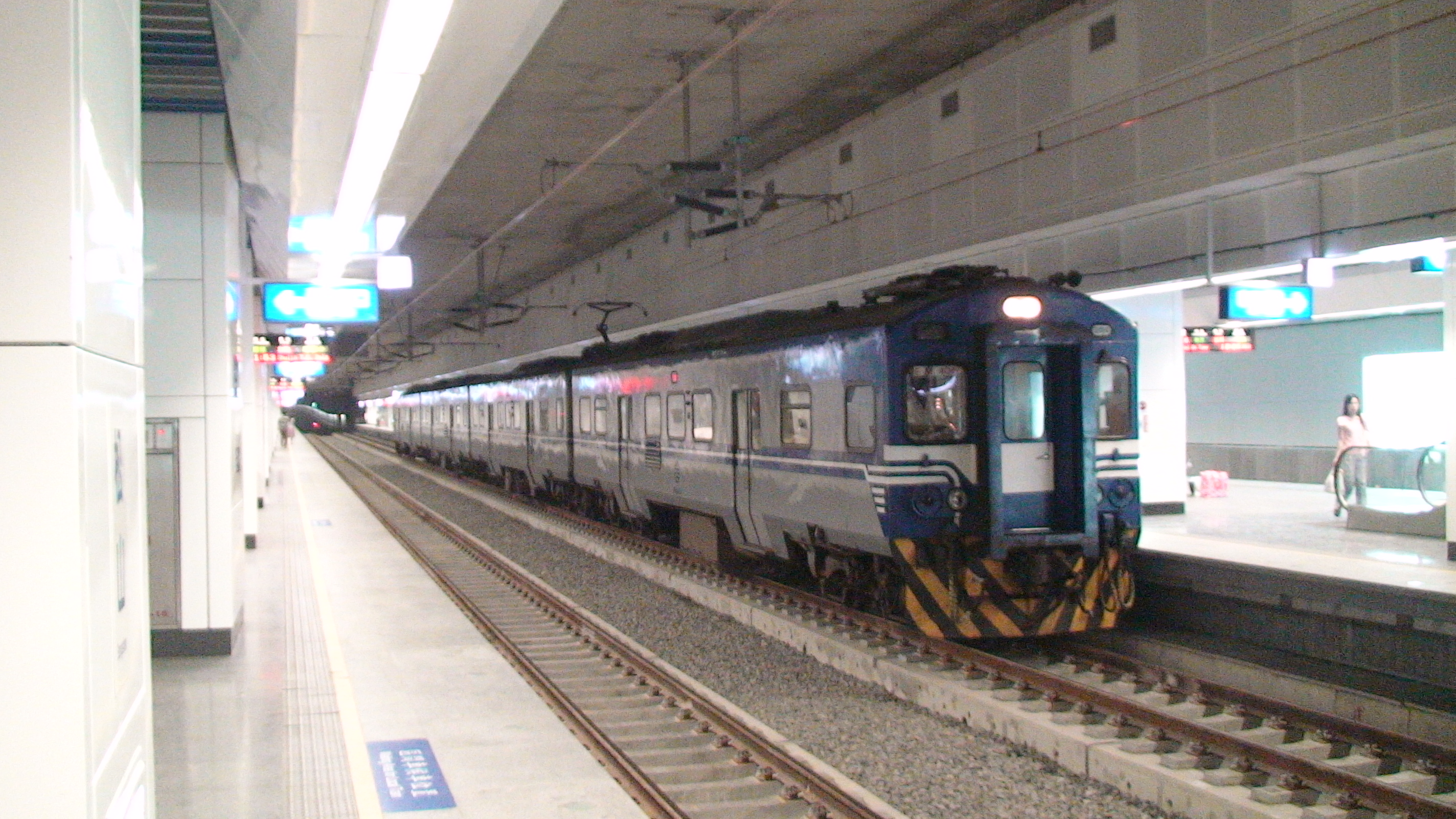
地下化後的松山車站台鐵月台層
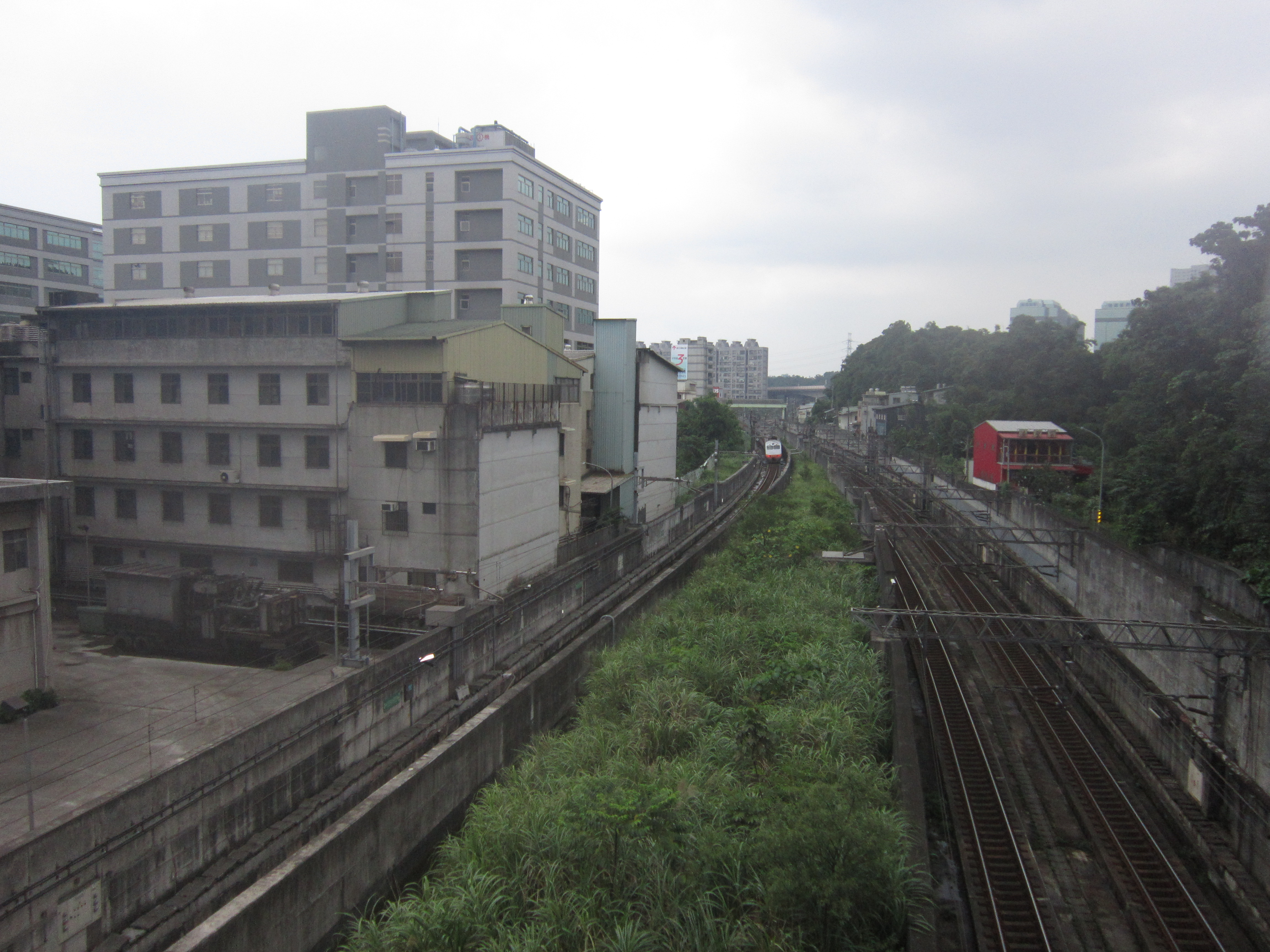
台鐵南港專案汐止端引道
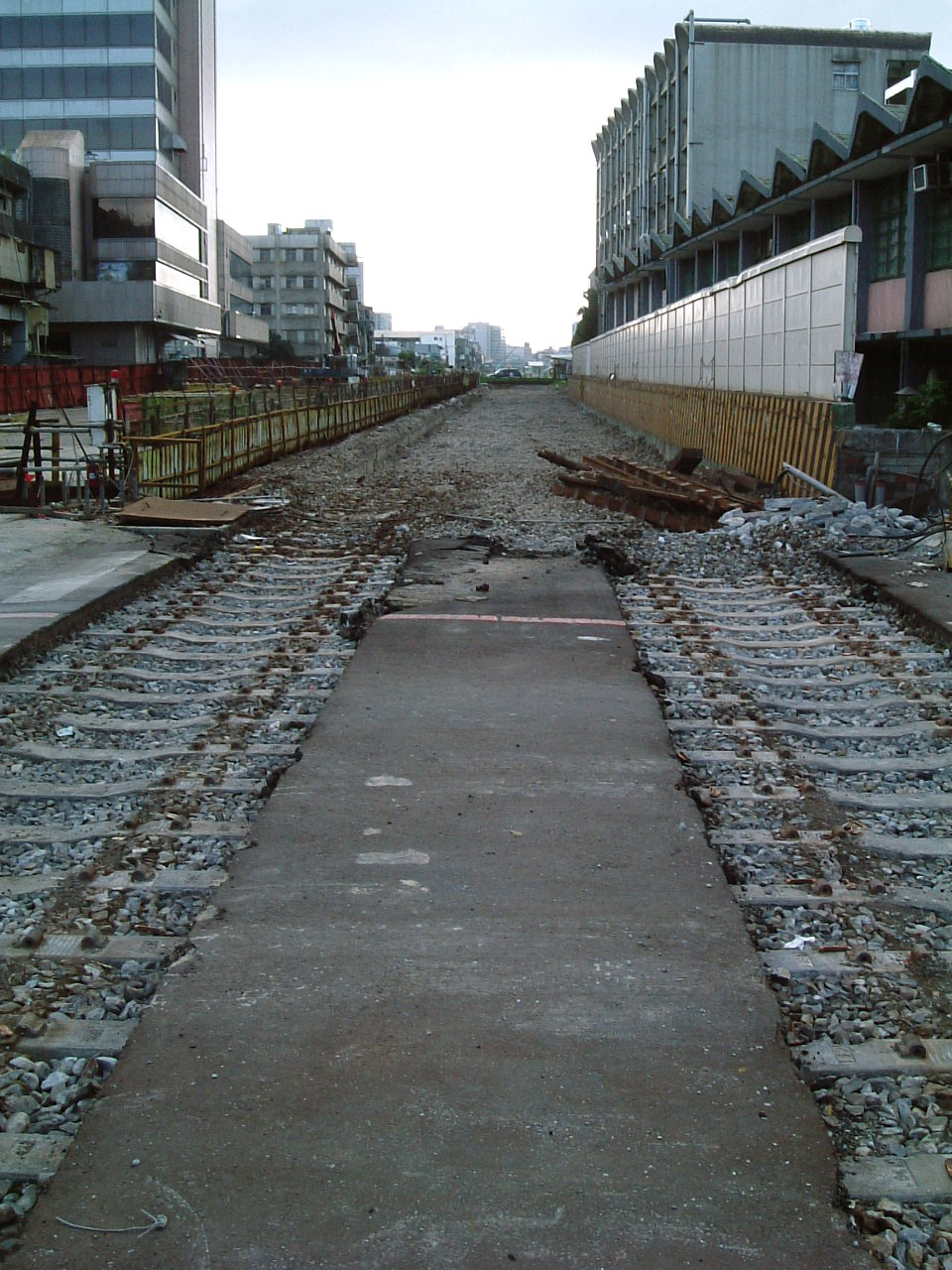
已經拆除之鐵道，於南港區向陽路拍攝

註：汐止七堵鐵路高架化專案為南港計畫中的高架化部分，詳見台鐵高架化。
為了配合松山車站，松山線、南港線東延段建設及周邊都市更新，南港經貿園區等重大建設，南港專案已經於1998年8月27日奉行政院臺八十七交字第四二三八七號函核准動工興建。1998年11月1日開工，於2011年10月23日竣工，總共12年11個月，目前高鐵南港－汐止橫科基地間隧道計畫擱置中。市民大道於同日（2011年8月31日）自基隆路延伸至研究院路。

#### 工程範圍
- 西起基隆路口（松山專案引道），東至七堵，全長為19.4公里。
- 基隆路至大坑溪間興建台鐵及高鐵雙軌隧道各一座，各長5.4公里。
- 大坑溪至北二高跨越橋興建台鐵汐止段山嶽隧（引）道一座，長2公里。
- 松山車站及南港車站均為地下化，並規劃為多目標使用大樓。
- 南港線從南港車站（忠孝東路北側）由地下轉入南港貨場至捷運南港展覽館站（研究院路西側）與鐵路隧道斜交共構；長約740公尺由鐵道局代為規劃、設計、施工。
- 松山線松山站，與台鐵松山站組成兩鐵共構。
- 南港線南港站，台鐵南港站與高鐵南港站組成三鐵共構。
- 松山－南港－汐科（不含）間地下化。
- 新建五堵貨場[11]、百福和汐科兩座車站。
- 因應南港調車場、貨場為配合南港專案之實施而遷移到七堵調車場而予以改建。
- 同時一併施作高鐵與捷運相關之設施。
- 松山－南港間地下化鐵路已經於2008年9月21日完工切換啟用。[12]
- 高鐵隧道土建工程2009年10月完工後，中央政府依照合約交付台灣高速鐵路股份有限公司進場施工機電設施，並設地下營運輔助站。
- 八堵－南港間3線化（包含五堵－汐科間單座單軌陸橋及南港－汐科（不含）間單座單軌隧道）。
- 南港車站新建第三月台為北宜鐵路提速工程計畫預留。

#### 計畫效益
- 配合南港經貿園區、高鐵及南港線東延段建設，促進南港地區整體開發過程。
- 客車場、貨場及鐵路沿線路權作為土地開發。
- 移除15處平交道，減少交通延滯。
- 將七堵、南港客車場及貨場等三場合併，集中管理、節省人力。
- 減少環境污染，改善市容景觀，提升居民生活品質。
- 消除鐵路兩側城市發展及大眾交通運輸之阻隔，促進土地開發與都市整體發展。
- 順利配合松山線建設，有效紓緩五分埔、饒河夜市交通擁擠及發揮大眾運輸之功能。

## 現況
目前台北鐵路地下化專案板橋－南港間台鐵隧道及高鐵隧道全線皆已正式通車，高鐵南港－汐止橫科基地間隧道擱置中。
早期計畫將光復、復興兩座緊急停靠站設置成通勤車站（南北隧道各一側式月台），相較於初期設立就是緊急用的西門站（僅北邊一側式月台），這些緊急停靠站裡設有售票亭、廁所等車站設施，然而因為南隧道移交至高鐵的關係而無法進行。

### 車站
| 車站名稱       | 站等 | 營運里程 縱貫線 基隆起 | 工程內容                                   | 交會路線 | 所在地                 | 所在地 |
| -------------- | ---- | ---------------------- | ------------------------------------------ | --- | ---------------------- | ------ |
| 地下化工程起點 |      |                        |                                            | |                        |        |
| 南港           | 一等 | 19.1                   | 短暫興建南港貨站 車站地下化 南港調車場遷移 | 台灣高鐵：南港站 臺北捷運 板南線：南港站 基隆捷運（規劃中） →北宜鐵路提速工程計畫（上行端，下行方向）                           | 南港區                 | 臺北市 |
| 松山           | 一等 | 21.9                   | 車站地下化                                 | 臺北捷運 松山新店線：松山站 | 松山區、信義區、南港區 | 臺北市 |
| （光復）       |      | 24.4                   | 新增車站                                   | 緊急停靠站（有基本通勤車站設施）                                                                                                | 松山區、大安區         | 臺北市 |
| （復興）       |      | 25.7                   | 新增車站                                   | 緊急停靠站（有基本通勤車站設施）                                                                                                | 中山區、大安區         | 臺北市 |
| 華山           | 一等 | 27.2                   | 車站廢除                                   | | 中正區                 | 臺北市 |
| 臺北           | 特等 | 28.3                   | 車站地下化                                 | 台灣高鐵：台北站 臺北捷運 淡水信義線、 板南線：台北車站、 松山新店線：北門站（徒步轉乘） 桃園捷運 機場線：台北車站 （站外轉乘） | 中正區                 | 臺北市 |
| （西門）       |      | 29.8                   | 新增車站                                   | 臺北捷運 松山新店線、 板南線：西門站 緊急停靠站（只有北隧道單側岸壁式月台）                                                     | 中正區、萬華區         | 臺北市 |
| 萬華           | 一等 | 31.1                   | 車站地下化                                 | 臺北捷運 板南線：龍山寺站（徒步轉乘）                                                                                           | 萬華區                 | 臺北市 |
| 板橋           | 一等 | 35.5                   | 短暫興建板橋客車場 車站地下化              | 台灣高鐵：板橋站 臺北捷運 板南線：板橋站、 環狀線：板橋站（站外轉乘）                                                           | 板橋區                 | 新北市 |
| 地下化工程終點 |      |                        |                                            | |                        |        |

### 隧道群
中華民國政府官方資料均將台北市區地下鐵路隧道（台鐵部分）合併稱謂計算，例如2008年（民國97年）鐵路統計年報資料「表20路線建築設備情形（P89）」合計台北地下隧道為20,960公尺，並表列為「台鐵隧道最長者」。
不過，實際分為以下幾個區段（合計趨近２３公里，22,672公尺）：
| 隧道名                                                                     | 路線名                         | 全長（公尺）          | 備註                                                                                           |
| -------------------------------------------------------------------------- | ------------------------------ | --------------------- | ---------------------------------------------------------------------------------------------- |
| 南港專案 （页面存档备份，存于）汐止段山岳隧道及引道 （页面存档备份，存于） | 臺鐵縱貫線                     | 1,600                 |                                                                                                |
| 南港專案 大坑溪段隧道（引道） （页面存档备份，存于）                       | 臺灣高速鐵路                   | 436                   | 高鐵地下化路段往汐止橫科基地                                                                   |
| 南港專案 研究院路段隧道 （页面存档备份，存于）                             | 臺鐵縱貫線 高鐵 臺北捷運南港線 | 上／下797 南港線740   | 臺鐵使用下層隧道（含北宜新線預留地下化路段隧道） 高鐵使用上層隧道 臺北捷運使用中層斜交共構隧道 |
| 南港專案 向陽路段隧道 （页面存档备份，存于）                               | 臺鐵縱貫線 高鐵                | 上／下945             | 合併有共同管道隧道 臺鐵使用下層隧道，高鐵使用上層隧道                                          |
| 南港專案 客車場段隧道 （页面存档备份，存于）                               | 臺鐵縱貫線 高鐵                | 北／南1,250           | 合併有共同管道隧道 臺鐵使用北隧道（往東漸變為下層） 高鐵使用南隧道（往東漸變為上層）           |
| 南港專案 虎林街段隧道 （页面存档备份，存于）                               | 臺鐵縱貫線 高鐵                | 北／南810             | 臺鐵使用北隧道，高鐵使用南隧道                                                                 |
| 松延案 （页面存档备份，存于） 隧道                                         | 臺鐵縱貫線 高鐵                | 北／南5,330           | 臺鐵使用北隧道，高鐵使用南隧道                                                                 |
| 臺北車站地下化 （页面存档备份，存于） 臺北車站地下化段隧道                 | 臺鐵縱貫線 高鐵                | 4,420 高鐵共用段2,600 | 華山－臺北間臺鐵與高鐵共用 臺北－萬華間為臺鐵使用之臺北萬華段北側隧道                          |
| 萬板專案 （页面存档备份，存于）臺北萬華段南側隧道                          | 高鐵                           | 1,820                 | 臺鐵曾臨時使用                                                                                 |
| 萬板專案萬華板橋段隧道                                                     | 臺鐵縱貫線 高鐵                | 北／南7,000           | 臺鐵使用北隧道，高鐵使用南隧道                                                                 |
| 萬板專案新店溪過河段隧道                                                   | 臺鐵縱貫線 高鐵                | 北／南520             | 臺鐵使用北隧道，高鐵使用南隧道                                                                 |

## 外部連結
- 交通部鐵道局 （页面存档备份，存于）
  - 台北車站鐵路地下化工程專案 （页面存档备份，存于）
  - 松山東延鐵路地下化工程專案 （页面存档备份，存于）
  - 萬華板橋鐵路地下化工程專案 （页面存档备份，存于）
  - 松山南港鐵路地下化工程專案 （页面存档备份，存于）